# CFNM
- 性的対象化 > CFNM

CFNMは、「Clothed Female(s) and Naked Male(s)」（着衣の女性と裸の男性）の略。人数に関わらず着衣した女性と、脱衣した男性との関係性における性的倒錯 (paraphilia) を意味する用語である。このような設定で表現される性的な雑誌、AV、官能小説をあらわすジャンルとして用いられることが一般的である。またCFNMは、女性による男性の性的客体化の一種である。
一般的な意味でのCFNMのカテゴリーは非常に広く、いくつかの異なる場面設定を含んでいる。例えばSMや露出などである。インターネット上において、CFNMに関係する様々な種類の場面設定を別々に紹介するサイトは存在するが、このような多様な設定を組み合わせた表現はめったに見られない。

## SM系CFNM

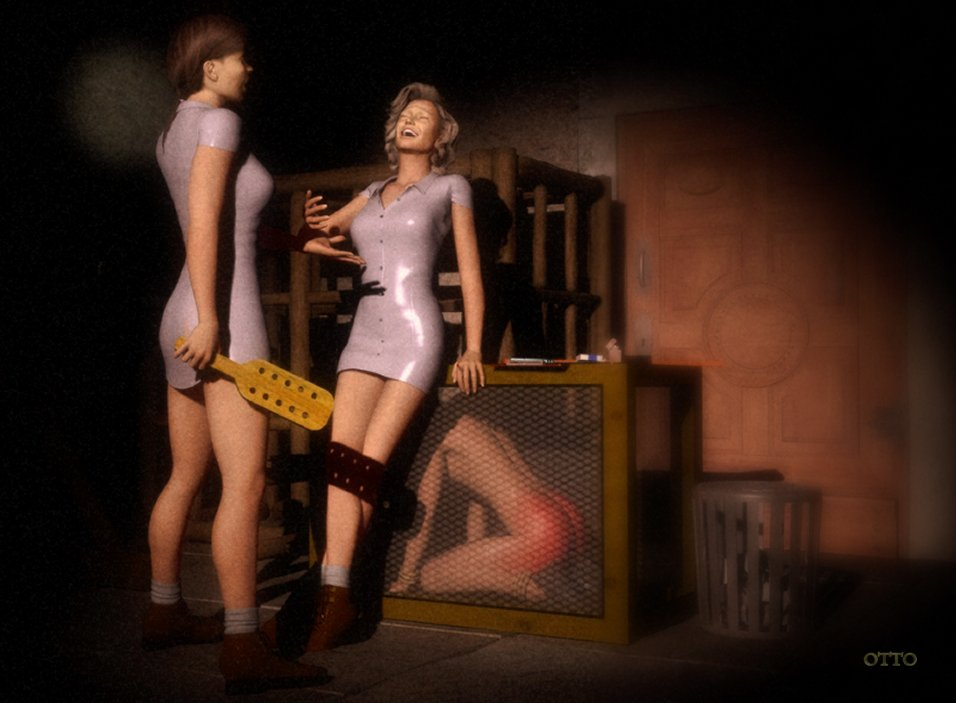
BDSMにおけるCFNMのイメージ

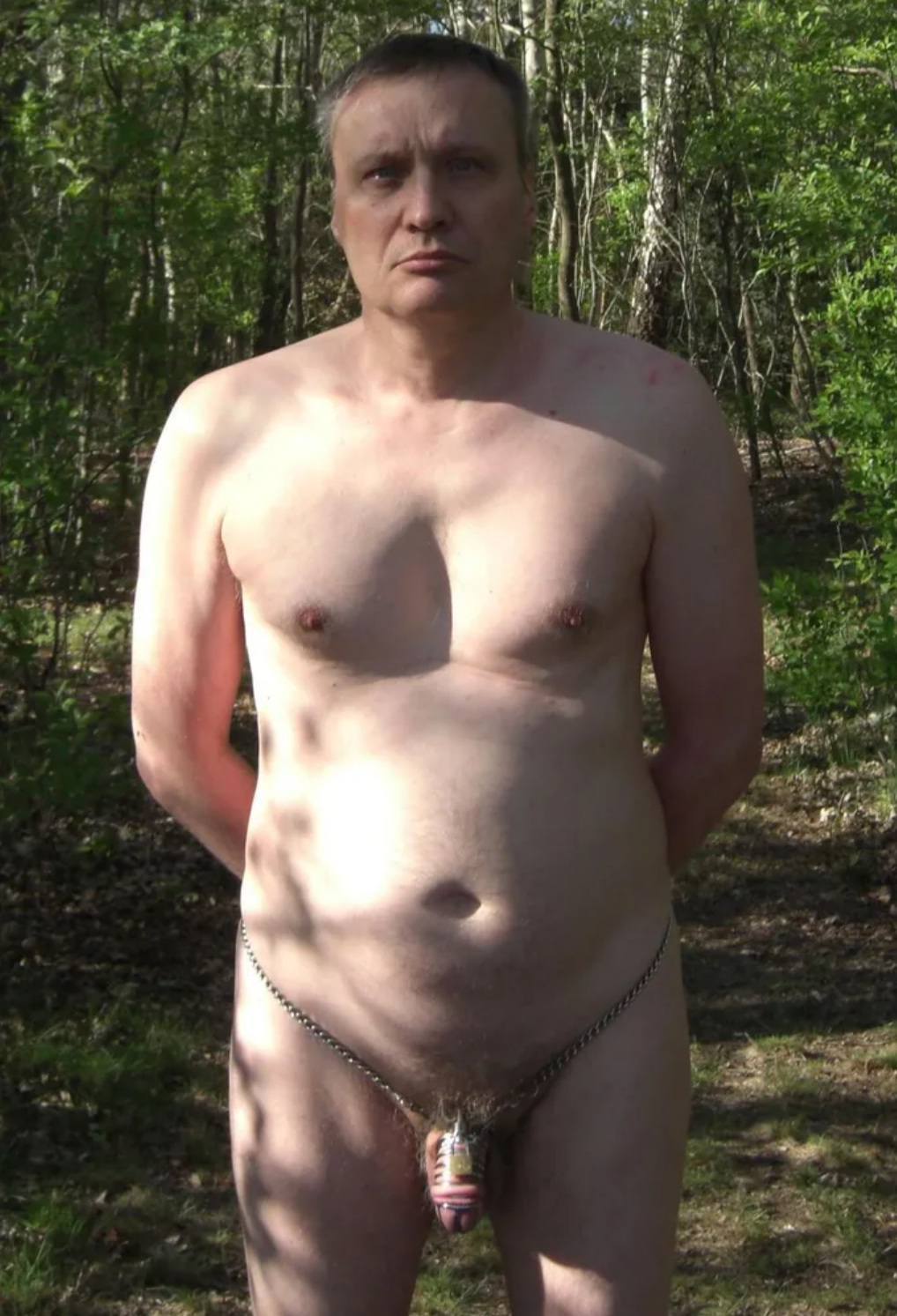
男性奴隷、全裸、愛人の性奴隷として貞操ケージ付き

CFNMは支配的な女性と隷属的な男性によって行われる。
この場合、男性が奴隷となり「奴隷は動物と同じ（あるいはそれ以下）の存在なので、衣服を着用することを許さない」といった支配関係が前提にある。
男性を見下すことを好む女性（ドーム (domme)）が自分の服従者や奴隷に家事をやらせたり、自分やその友人が服を着ている状態で男性を裸のままに放置したりすることも一般的である。その際、裸の男性が首輪、貞操帯などを着用させられたり、鞭で打たれたり、全身の体毛を剃られたり（剃毛プレイ）、あるいは裸体に侮辱的な言葉を書かれたりすることもある。
裸のままで隷属する男性たちの周りでドームたちが身にまとう衣服の種類は多様である。SM雑誌やビデオでは、フェチな服装の中でも刺激的な女王様 (dominatrix) の格好をしているが、実世界では、男性が素っ裸でいるのに対して素朴で平凡な服を女性が着ていることが多い。
このようなプレイでは、男性が「拷問」されるという場面設定（鞭打ち、男性器虐め、ディルド（人工男性器）を用いたアナルセックス）や、「女性を性的に満たすことを強いられる反面、本人の射精は禁止される」という場面設定などがある。

## 露出系CFNM
CFNM愛好者の中には、侮辱的ではない状況下で自らを女性に露出する男性を見るのを好む者も存在する。一般的な設定としては、男性ストリッパーを見る女性（エンターテーメント系CFNMを見よ）などがある。いくつかの人気のサイトでは、女性見物者が男性ダンサーとのフェラチオや性行為に及ぶものも見られる（「ガールズ・ナイト・アウト」や「バチェロレッテ・パーティー」と銘打たれている）。ここ最近のCFNMのサイトで紹介されているようなバチェロレッテ・パーティーものでは、「服を着た女性と素っ裸の男」という定義に忠実とは言えなくなっており、半裸や全裸の女性が登場するもの少なくなくなった。

## エンターテイメント系CFNM
英国の映画「フルモンティ」がよい例であるように、ストリップショーの設定で行われるCFNMが一般的となっている。もっとも人気である男性ストリッパー集団の一つとして、チッペンデールズ (Chippendales) を挙げることができる。彼らはアメリカから出発し、現在では世界中の有名な劇場における世界公演を実現させている。全ての公演において、音楽と踊りが上演されるが、パフォーマーと観客たちが様々な形で参観する機会が設けられることもある。例えば、舞台上や「ストリッパーズ・ピット」で、パフォーマーが桟敷席で見物する客を招いたり、逆に観客たちの中に飛び込んだりもする。
エンターテイメント系CFNMには、いくつかの形が存在する。単体、あるいは複数のパフォーマーによる舞台公演、パブやクラブにおける特別公演、バチェロレッテ・パーティーやヘン・パーティーのためにダンサーを招いた自宅やプライベート空間、男性ラップ・ダンサーが女性の客を楽しませるクラブやダンス場などである。
ほとんどのCFNMショーはストリッパーの踊りに脚光を当てる。その中で、女性客の飛び入り参加が行われたり、チーキーゲーム (cheeky game) やダーティーダンス（男女がお互いの腰を密着させて回転させる踊り）の機会が設けられたりする。
露出の程度や接触の程度は国によって異なる。それは裸や接触を伴うエンターテイメントに対する法律の問題や文化的態度によるものである。
日本におけるエンターテイメント系CFNMとしては、おさわり系ホストクラブと一般的に呼ばれる女性向けセクシーパブが存在する。おさわり系ホストクラブはホストが下半身を露出して女性客を接待し、女性客がホストの男性器を触って遊ぶ風俗である。女性の側からイケメン男性の裸や男性器を見たいという欲求を満たすための風俗であり、女性客がホストの男性器を刺激して射精させることを楽しむことが多い。

## 露出強制系CFNM
CFNMを楽しむ者の中には、男性がそれを望まないにもかかわらず、最終的には裸になるという場面を好む者もいる。例えば、服を着たままの女性に脱がされるなど。また、男性が誰も入ってくるとは思わず自分の寝室やロッカールームなどで裸になっている場所に、服を着たままの女性が入ってくるという設定もある。
他には、男性に対して女性の前で裸になるように求める相当な圧力を含む筋書きは、CFNM的物語における主題である。この範疇にあるのが、裸になることを賭けて行われるポーカーに負ける、脅迫される、あるいは服を着ている女性による医学的検査を受ける、などの設定である。女性スポーツ記者の中には、裸の運動選手の体格を注意深く観察することを許されたり、ロッカールーム取材を行う際に、運動選手たちが自らの尻や性器を隠さない場面に出くわしたりする者もいる。これもこの部類のCFNM的な設定と言えよう。

## 日本におけるCFNM

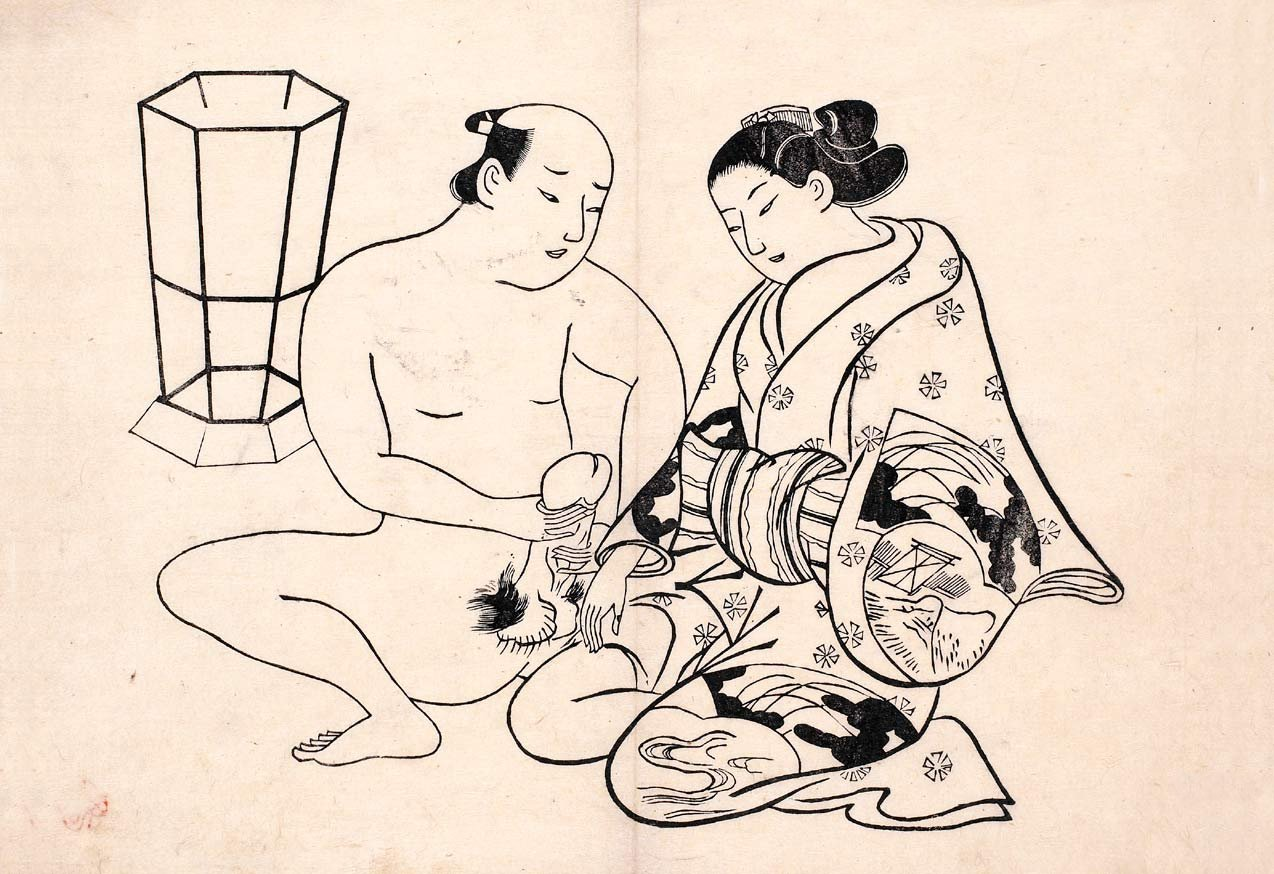
裸の男と着衣の女　鳥居清信画　18世紀初頭　ホノルル美術館蔵

AV業界においては、ソフト・オン・デマンド系列の「ウブな女のちんちん研究」（菅原ちえ監督ほか）シリーズや、MOODYZ系列の「チンポを見たがる女たち」（藤沢いずみ監督）などが長期シリーズ化していることを考えると、日本国内にもそれなりの数の愛好家がいると考えられる。また風俗店の一種であるオナクラも、CFNM愛好家のニーズを満たす役割を果たしている。しかしながら少なからず存在するCFNMを扱うサイトは、そのコンテンツの大部分を海外からの画像・動画に頼っていることや、国内に男性ストリップが定着していないことを考えると、未だメジャーな存在であるとは言えないだろう。
このような性風俗とは別に、1980年代に放送された深夜番組『オールナイトフジ』（フジテレビ系列）では、「あなたのパンツ見せて下さい！」というコーナーが好評を博した。これは一般公募で選ばれた現役の女子大学生・短大生で構成される「オールナイターズ」という番組出演グループのメンバーが街頭ロケを行い、街を歩いている美青年を捕まえて「あなたのパンツ見せて下さい！」とおねだりをして青年のズボンを下ろし、青年が穿いている下着を見せてもらうというコーナーであった。
番組放送当時の1980年代は若い男性の間でエロパン（＝ビキニブリーフ）が急速に普及していた時期であり、このコーナーでも若い男性がオールナイターズの前でビキニブリーフを露出する率が高く見られた。男性の下着がビキニブリーフであったときに、オールナイターズの女性が恥じらいを見せながら喜ぶ姿が視聴者から好評となった。また男性の中にはパンツだけではなく男性器を見せる者も多く、そうした際のオールナイターズの女性のリアクションが大変な好評を呼び、「あなたのパンツ見せて下さい！」は『オールナイトフジ』の名物コーナーとして長く続いた。
またこのコーナーでは、夏休みの特別企画として「あなたのモッコリはからせて下さい！」という特別企画も行った。この企画ではオールナイターズが夏の海岸でロケを行い、ビキニの水着を穿いた美青年に声をかけ、男性器の大きさを計らせてもらうという、普段よりさらに過激な内容だった。若者の股間に粘土を押さえつけて男性器の大きさを計るという計り方だが、ビキニの上から計られる若者もいればビキニを脱いで男性器に直接粘土を押し当てられる若者もおり、オールナイターズのリアクションが大いに好評を博した。
オールナイトフジの終了後は「あなたのパンツ見せて下さい！」に類似する企画を放送する番組は現れなかったが、現在でも誰もが目にすることのできる地上波放送の番組内において、主に芸人による「露出強制系CFNM」的なコーナーが放送されることがある。そこではCFNMという言葉が用いられるどころか、性的な意図があることも定かではないが、いずれにせよ女性出演者や観客の反応が組み込まれたりと、CFNM的な要素が色濃い番組作りが行われていると言ってよいだろう。